# 博拉·科斯蒂奇
博拉·科斯蒂奇（羅馬化：Bora Kostić，1930年6月14日—2011年1月10日），塞尔维亚男子足球运动员。他曾代表南斯拉夫国奥队参加1960年夏季奥林匹克运动会足球比赛，获得一枚金牌。